# Munkpanna

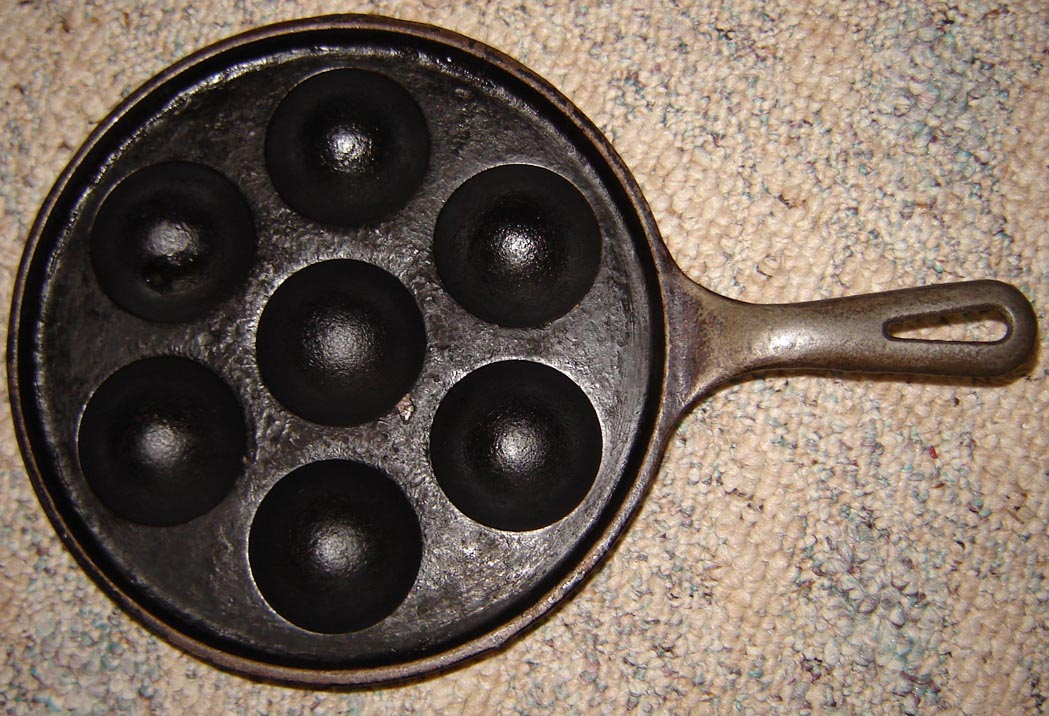
En munkpanna

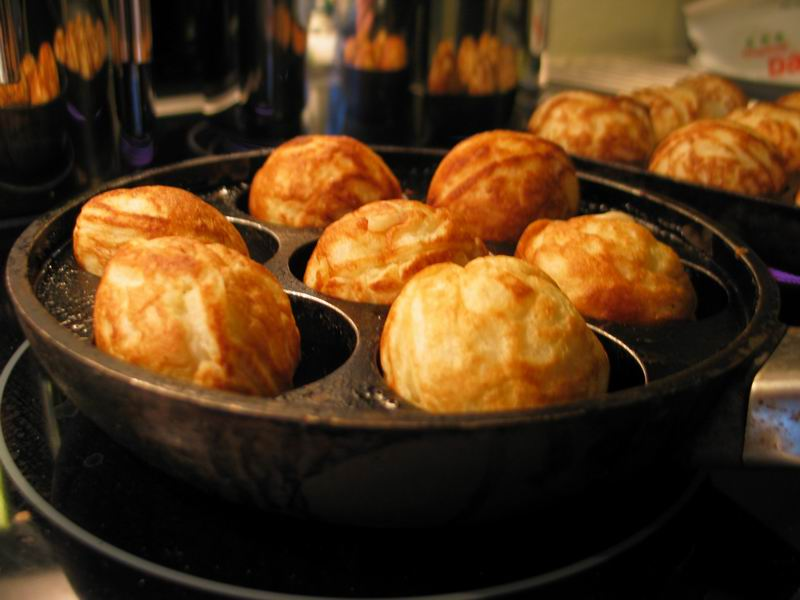
En munkpanna med munkar/æbleskiver.

En munkpanna är en speciell stekpanna som har ett antal skålade formar för att grädda munkar. Formarna är ofta sju till antalet och har formen av halvklot. Munkpannan används genom att fylla formarna med smeten för att grädda ena halvan, och därefter vända på dem så att smeten rinner ner i formen och bildar den andra halvan.
Den typ av munkar som tillagas i en munkpanna är "munkar utan hål" snarare än den amerikanska donut-varianten med hål i mitten. Danska æbleskiver är en form av sådana munkar.
En munkpanna skiljer sig från en plättlagg genom att formarna är djupa och skålade. En munkpanna skiljer sig från en poffertjespanna, som används för att grädda poffertjes, genom att munkpannan har större och djupare formar.